# Liste der Gewässer im Landkreis Rotenburg (Wümme)
Die Liste der Gewässer im Landkreis Rotenburg (Wümme) ist eine Aufstellung aller Fließgewässer und größerer Seen im Gebiet des Landkreises Rotenburg (Wümme).

## Standgewässer
| Name                   | Fläche                | Nächster Ort/Stadt                 | Zuflüsse           | Abflüsse                                  | Koordinaten                    |
| ---------------------- | --------------------- | ---------------------------------- | ------------------ | ----------------------------------------- | ------------------------------ |
| Vörder See             | 50 ha                 | Bremervörde                        | Balbecksbach       |                                           | 53° 29′ 33,6″ N, 9° 9′ 25,7″ O |
| Mühlenbachsee          | 07 ha                 | Rotenburg (Wümme)                  | Mühlenbach (Wümme) | Mühlenbach                                | 53° 8′ 10″ N, 9° 24′ 48″ O     |
| Weichelsee             | 07,4 ha               | Rotenburg (Wümme)                  | Reithbach          | Reithbach, Graben zur Wümme               | 53° 7′ 9″ N, 9° 32′ 31″ O      |
| Huvenhoopssee          | 04 ha                 | Augustendorf                       |                    | Augustendorfer Kanal zum Oste-Hamme-Kanal | 53° 22′ 27″ N, 9° 6′ 13″ O     |
| Großer Bullensee       | 10 ha                 | Rotenburg (Wümme) und Kirchwalsede |                    |                                           | 53° 19′ 30″ N, 9° 15′ 3,6″ O   |
| Kleiner Bullensee      | 03,8 ha               | Rotenburg (Wümme) und Kirchwalsede |                    |                                           | 53° 3′ 46,4″ N, 9° 24′ 34,5″ O |
| Elmer See              | 10 ha                 | Elmerheide, Elm (Bremervörde)      |                    |                                           | 53° 32′ 30″ N, 9° 15′ 1″ O     |
| Heideseen (Sandbostel) | 01,4 ha 02,6 ha 04 ha | Heinrichsdorf und Sandbostel       |                    |                                           | 53° 3′ 25″ N, 9° 25′ 1″ O      |
| Mühlenteich            | 00,4 ha               | Malstedt                           | Bever              | Bever                                     | 53° 25′ 41″ N, 9° 16′ 25″ O    |

## Fließgewässer
| Name                   | Gewässerkennzahl | Länge in Meter | Flusssystem | Entwässert in      |
| ---------------------- | ---------------- | -------------- | ----------- | ------------------ |
| Oste                   | 598              | 116504         | Elbe        | Elbe               |
| Oereler Kanal          |                  | 2600           | Oste        | Oste               |
| Oste-Hamme-Kanal       | 59836            | 19000          | Oste        | Oste               |
| Mehe                   | 5986             | 18900          | Oste        | Oste               |
| Bade                   | 59834            | 15000          | Oste        | Oste               |
| Bever                  | 5984             | 39400          | Oste        | Oste               |
| Mehde-Aue              |                  | 19800          | Oste        | Oste               |
| Twieste                | 59832            | 16000          | Oste        | Oste               |
| Ramme                  | 59812            | 17500          | Oste        | Oste               |
| Fahrendorfer Kanal     |                  | 11000          | Oste        | Oste               |
| Elmer Beeke            |                  | 3800           | Oste        | Oste               |
| Duxbach                |                  | 12000          | Oste        | Bever              |
| Fischgraben (Bever)    |                  | 3000           | Oste        | Bever              |
| Hese                   |                  | 4500           | Oste        | Fischgraben        |
| Ziegeleikanal          |                  | 1900           | Oste        | Oste-Hamme-Kanal   |
| Augustendorfer Kanal   |                  | 5000           | Oste        | Oste-Hamme-Kanal   |
| Oberbarkhausener Kanal |                  | 3000           | Oste        | Oste-Hamme-Kanal   |
| Försterkanal           |                  | 3800           | Oste        | Oste-Hamme-Kanal   |
| Barcheler Bach         |                  | 4400           | Oste        | Fahrendorfer Kanal |
| Fintau                 |                  | 18300          | Weser       | Wümme              |
| Wiedau                 |                  | 25800          | Weser       | Wümme              |
| Wieste                 |                  | 25700          | Weser       | Wümme              |
| Walle                  |                  |                | Weser       | Wümme              |
| Hahnenbach             |                  | 17800          | Weser       | Wiedau             |
| Rodau                  |                  | 22900          | Weser       | Wiedau             |
| Vissel                 |                  | 12000          | Weser       | Rodau              |
| Wümme                  | 494              | 118000         | Weser       | Lesum              |
| Veerse                 |                  | 31000          | Weser       | Wümme              |
| Volkmarster Lune       |                  | 2800           | Weser       | Lune               |
| Wallbeck               |                  | 4500           | Oste        | Mehe               |
| Balbecksbach           | keine            | 1000           | keins       | Vörder See         |